# Peter Marlow (Leichtathlet)
Peter Marlow (Peter Frederick Marlow; * 20. April 1941 in London) ist ein ehemaliger britischer Geher.
Bei den Olympischen Spielen 1972 in München kam er im 20-km-Gehen auf den 17. Platz.

## Persönliche Bestzeiten
- 5000 m Gehen (Halle): 22:40,0 min, 28. Dezember 1975, Béthune
- 20-km-Gehen: 1:29:49 h, 3. August 1974, London